# Tabaki
Tabaki – część wsi Ubrzeż w Polsce położona w województwie małopolskim, w powiecie bocheńskim, w gminie Łapanów.
W latach 1975–1998 Tabaki należały administracyjnie do województwa tarnowskiego.